# Moore River National Park
Moore River National Park är en park i Australien. Den ligger i delstaten Western Australia, omkring 100 kilometer norr om delstatshuvudstaden Perth.
Trakten runt Moore River National Park är nära nog obefolkad, med mindre än två invånare per kvadratkilometer.. Det finns inga samhällen i närheten.
Omgivningarna runt Moore River National Park är i huvudsak ett öppet busklandskap. Genomsnittlig årsnederbörd är 699 millimeter. Den regnigaste månaden är juli, med i genomsnitt 121 mm nederbörd, och den torraste är januari, med 11 mm nederbörd.